# Лебедудинський Петро Михайлович (композитор)
Лебедудинський Петро Михайлович (Приблизно 1900 р., Прилуцький район Чернігівської обл. — ?) — український композитор, визначний діяч православного підпілля в УРСР, керівник Білоцерківського містичного гуртка «Фаворська Огдоада», православний монах-ім'яславець (прийняв таємний постриг у 1928 р.).

## Біографія
Сучасним історикам української музики та культури відомо досить небагато з життя П. М. Лебедудинського через невелике коло його оточення, більшість з представників якого знищила репресійна машина Радянського Союзу. Центральним джерелом його біографічних даних є мемуари очільника відділу ГУКР НКВС «СМЕРШ» у Білоцерківському районі, кавалера ордену Вітчизняної війни ІІ ступеню, капітана Миколи Олексійовича Трубочкіна, близького друга Лебедудинського та таємного відвідувача заснованого Лебедудинським в м. Біла Церква містичного гуртка «Фаворська Огдоада» (в певній мірі, організація Лебедудинського була українським аналогом московського «Кружка ищущих христианского просвещения», створеного М. О. Новосьоловим також на засадах ім'яславської традиції та руського православ'я).
Згідно з нотатками М. О. Трубочкіна, прізвище «Лебедудинський» є псевдонімом: «ми [члени Фаворської Огдоади] усі розуміли, що наш милий друг та наставник усім ризикує заради поширення слова істини у безбожному радянському царстві звіра, а тому, заради безпеки, його ім'ям довелося пожертвувати та прийняти фальшиве». «Глибокий символізм я вбачав у тому, що апостол ім'яслав'я зрікається свого власного імені заради того, щоб втрачених овець привести до вічного імені Господа Нашого». Цікаво зазначити, що обраний монахом псевдонім пов'язаний з центральними в його творчості символами: лебедя («Божий Лебедь» — назва другого циклу його духовних пісень) та дуди (як символ переходу Божого Духу, що виражається через людське дихання, в музику, Лебедудинський згадує дуду в декількох своїх піснях). Відповідно, вигаданими, штучно сконструйованими, можуть бути й деякі факти з життя Лебедудинського, переказані ним Трубочкіну (наприклад, дитинство під Прилуками, дата народження і т. д.), а тому найбільший ступінь імовірності належить тим подіям, очевидцем яких був сам мемуарист.
Після звільнення УРСР радянськими військами від німецької окупації, Трубочкіна призначають старшим оперуповноваженим Білоцерківського району Київської області. Там він знайомиться з Петром Михайловичем Лебедудинським, місцевим підпільним духовним лідером, таємним монахом та ісихастом, протягом спілкування з ним віднаходить свою віру в Бога та стає одним з членів «Фаворської Огдоади». Лебедудинський виконував роль православного «старця», наставника; для обмеженої аудиторії «Фаворської Огдоади» він писав натхненні богословські нариси на актуальні теми, займався біблійною екзегетикою та писав духовні пісні. Як свідчить Трубочкін, «виконуючи свої божественні пісні, отець Петро ніби набував внутрішнього світла, що поширювалося з його музикою і в наші [інших членів „Фаворської Огдоади“] грішні серця». Так, до наших днів дійшло три цикли (оригінальні назви: «Звёздочки небесные», «Божий Лебедь», «Торжество Фаворское») по вісім пісень кожен («Він [Лебедудинський], мудрий, якось пояснив, що три цикли — це Трійця, вісім пісень — це кількість нас, Священна Фаворська Огдоада: семеро овець та один пастир. Ми усі були закликані до нього долею»).
Майже повна відсутність в історичних джерелах середини ХХ століття відомостей про «Фаворську Огдоаду» свідчить не лише про високий рівень конспірації учасників містичного гуртка, але й про боротьбу з гуртком атеїстичної Радянської влади, що систематично знищувала усі згадки про подібні організації з ціллю насадження марксистсько-ленінської ідеології. Так, коли «Фаворську Огдоаду» було демасковано, її учасників було покарано. Оскільки Трубочкін, з ціллю конспірації, не зазначав у мемуарах ніяку інформацію про своїх товаришів-містиків, визначення їхніх імен та долі кожного після викриття гуртка є завданням сучасних істориків української культури. Зокрема, після розжалування Миколи Олексійовича Трубочкіна та заслання на шахти Донбасу, інформація про Петра Михайловича Лебедудинського переривається. Для сучасних дослідників подальша його доля залишається невідомою.

## Основні твори
Цикли духовних пісень:
- «Звёздочки небесные»;
- «Божий Лебедь»;
- «Торжество Фаворское».

Не опубліковані та поки що не досліджені теологічні твори (з архіву М. О. Трубочкіна).